# Svinfisk
Svinfisk (Anisotremus virginicus) är en fiskart som först beskrevs av Carl von Linné 1758.  Svinfisk ingår i släktet Anisotremus och familjen Haemulidae. Inga underarter finns listade i Catalogue of Life.